# Podlesie (Przebendów)
Podlesie – przysiółek wsi Przebendów, położony w Polsce, w województwie podkarpackim, w powiecie mieleckim, w gminie Wadowice Górne
W latach 1975–1998 przysiółek należał administracyjnie do województwa tarnowskiego.